# シュレック フォーエバー
『シュレック フォーエバー』（原題: Shrek Forever After）は、2010年のアメリカ合衆国のコンピュータアニメーション・コメディ映画。

## 概要
ウィリアム・スタイグが1990年に発表した絵本『みにくいシュレック』を原作とする。ドリームワークス・アニメーションが制作し、パラマウント・ピクチャーズが配給する本作は、『シュレックシリーズ』の第4作で、『シュレック3』（2007年）の続編にあたる。監督はマイク・ミッチェル、脚本はジョシュ・クラウスナーとダーレン・レムケが務めた。マイク・マイヤーズ、エディ・マーフィ、キャメロン・ディアス、アントニオ・バンデラスらが続投し、ランプルスティルスキン役でウォルト・ドーンが参加した。ストーリーは、シュレックが家族としての責任とストレスに苦しみながら、孤独で恐れられた日々を懐かしむというもの。彼はランプルスティルスキンに騙されて契約書にサインしてしまい、悲惨な結末を迎えることになる。
2010年4月21日にトライベッカ映画祭でプレミア上映され、2010年5月21日に米国で2D、3D、IMAX 3D方式で劇場公開された。公開以来、アメリカとカナダで3週連続の興行収入1位を記録した。批評家からは様々な評価を受けたが、全世界で7億5,200万ドルの興行収入を記録し、2010年の興行収入第5位となった。また、ドリームワークス・アニメーションの海外興行収入第2位となった。当初は『シュレックシリーズ』の最終作として公開されていたが、公開されて以来、第5作が制作中であることが報じられている。

## ストーリー
シュレックはフィオナと3人の子供たちと幸せに沼の家で暮らしていた。しかし、あまりにも平凡で同じことの繰り返しな生活に飽きたシュレックは気ままな独り暮らしだった昔の生活を懐かしく思う日々。とうとうシュレックは子供たちの誕生パーティで痺れを切らしてしまい、パーティーをめちゃくちゃにして、フィオナとケンカになって家を飛び出す。道端で出会った魔法使いのランプルスティルスキンに出会って悩みを打ち明けると、ランプルスティルスキンは「赤ん坊の時の1日」と引き換えに、1日だけ昔の生活に戻してやると言われ、シュレックは契約書にサインする。すると、シュレックは別の世界に飛ばされ、昔のように人から怪物だと恐れられてご機嫌になる。機嫌を直したシュレックが沼の家に帰ってくると、家は荒れ果てており、誰もおらず、怪物姿のフィオナの指名手配書が貼られていた。そこに飛んできた魔女たちにシュレックは捕えられてしまう。
魔女たちの馬車を牽いているのはドンキーだったが、ドンキーはシュレックを知らないと言って、怪物であるシュレックを怖がる。シュレックが連れて来られた遠い遠い国では、ランプルスティルスキンが王位に就いており、魔女たちを手下にして恐怖政治を行っていた。ランプルスティルスキンはシュレックを騙して「シュレックが生まれた日」を消し、シュレックが存在しない世界を作り上げたのだった。シュレックは平凡だが幸せだった日々の大切さを失って初めて知る。後悔の涙を流すシュレックを見て、ドンキーは怖がるのを止め、彼の言葉を信じ、協力することにした。ドンキーはランプルスティルスキンの契約書を詠んで、「運命の人とキスすれば契約を無効にできる」という条項が隠されているのを見出す。しかし、明日の日の出までに契約を破棄しないとシュレックの存在は永遠に消えてしまうことも判った。シュレックは運命の人であるフィオナを探すことを決心する。
シュレックとドンキーは森の中に隠れていた怪物たちの革命軍のリーダーになっているフィオナを見つける。フィオナもやはりシュレックの事を覚えておらず、キスはもちろん、革命のことしか頭にないフィオナはシュレックの説得も容れない。革命軍はランプルスティルスキンに雇われたハーメルンの笛吹き男によってとらえられるが、シュレックとフィオナは間一髪で逃げ出すことに成功する。繰り返し説得するシュレックに、フィオナは渋々キスするが何も起きない。この世界のフィオナは塔の中で長らく運命の人を待っていたが誰も助けに来なかったため、自力で逃げ出し、「真実の愛で運命を変えられる」というおとぎ話を信じられなくなっていたのだった。
ランプルスティルスキンが「シュレックを捕まえた者には何でも望みを叶える」と国中に触を出したことを知ったシュレックは、自らランプルスティルスキンの前に現れて「捕まえた怪物たちを自由にする」ことを褒美として要求した。ランプルスティルスキンは気前よくこれに応えるが、フィオナは半分人間だという理由から釈放しなかった。フィオナはなぜ自分達を助けようとしたのか聞き、「君を愛しているからや」とシュレックは答えた。ランプルスティルスキンに囚われ、絶体絶命の二人だったがその時、ドンキーと長ぐつをはいたネコに率いられた怪物たちの助けで、シュレックとフィオナはランプルスティルスキンを捕らえることに成功する。
日の出の時刻が近づき、シュレックの身体も消え始めていた。完全にシュレックの身体が消えようとする瞬間、シュレックは再び、フィオナと恋が出来たことに感謝し、フィオナはシュレックにキスをした。すると、フィオナの呪いが解け、ランプルスティルスキンの作った世界は消え、彼の野望も終わりを告げた。
消滅を免れたシュレックが目を覚ますとそこはパーティーをめちゃくちゃにする前の時間に戻っていた。ランプルスティルスキンの契約が破棄されたことに気付いたシュレックは子供達の誕生日を心から祝福し、フィオナに改めて愛を誓った。
その後、愛する家族と仲間たちを取り戻したシュレックは町中のみんなを集めパーティーを開き喜び笑いあいながら、いつまでも幸せに暮らすのだった。

## キャスト
| 役名                   | 声優                             | 声優                      |
| 役名                   | 原語版                           | 日本語吹替版              |
| ---------------------- | -------------------------------- | ------------------------- |
| シュレック             | マイク・マイヤーズ               | 浜田雅功 （ダウンタウン） |
| ドンキー               | エディ・マーフィ                 | 山寺宏一                  |
| フィオナ姫             | キャメロン・ディアス             | 藤原紀香                  |
| 長ぐつをはいたネコ     | アントニオ・バンデラス           | 竹中直人                  |
| リリアン王妃           | ジュリー・アンドリュース         | 沢田敏子                  |
| ハロルド国王           | ジョン・クリーズ                 | 青野武                    |
| ランプルスティルスキン | ウォルト・ドーン                 | 劇団ひとり                |
| ブローガン             | ジョン・ハム                     | 玄田哲章                  |
| グレッチェンド         | ジェーン・リンチ                 | -                         |
| クッキー               | クレイグ・ロビンソン             | -                         |
| パトロール魔女         | レイク・ベル                     | -                         |
| ワゴン魔女2            | レイク・ベル                     | -                         |
| 踊る魔女               | キャシー・グリフィン             | -                         |
| ワゴン魔女1            | キャシー・グリフィン             | -                         |
| 守衛魔女               | メアリー・ケイ・プレイス         | -                         |
| カボチャの魔女         | クリステン・シャール             | -                         |
| 宮殿の魔女             | クリステン・シャール             | -                         |
| 箒の魔女               | メレディス・ヴィエラ             | -                         |
| バター・パンツの父親   | ライアン・シークレスト           | -                         |
| ピノキオ               | コディ・キャメロン               | 飛田展男                  |
| 三匹の子豚             | コディ・キャメロン               | 龍田直樹 松本大 稲葉実    |
| ドリス                 | ラリー・キング（ジョン・カビラ） | -                         |
| メイベル               | レジス・フィルビン               | 玄田哲章                  |
| ブラインド・マイス     | クリストファー・ナイツ           | -                         |
| クッキーマン           | コンラッド・ヴァーノン           | 優希比呂                  |
| オオカミ               | アーロン・ワーナー               | 内海賢二                  |
| ハーメルンの笛吹き男   | ジェレミー・スタイグ             | -                         |
| 魔法の鏡               | クリス・ミラー                   | 稲葉実                    |
| ゼペット               | クリス・ミラー                   | 高岡瓶々                  |
| 王国の使者             | クリス・ミラー                   | 白石充                    |
| ネイセイヤー           | マイク・ミッチェル               | 杉村憲司                  |
| 魔女の手下2            | マイク・ミッチェル               | -                         |
| バター・パンツ         | マイク・ミッチェル               | -                         |
| ケーキマン             | コンラッド・ヴァーノン           | 仲野裕                    |
| スイーツ               | -                                | 乃村健次                  |
| ジャミー               | -                                | 江川央生                  |
| ノームのガイド         | -                                | 多田野曜平                |
| レムケ                 | -                                | 西脇保                    |
| ジョーゼット           | -                                | 斉藤貴美子                |
| アンバー               | -                                | 藤井ゆき                  |
| ジョバンナ             | -                                | よのひかり                |
| マリセル               | -                                | 東條加那子                |
| グリゼルダ             | -                                | 片貝薫                    |
| ワラ                   | -                                | 杉野博臣                  |
| 歯車の魔女             | -                                | 小林美奈                  |
| 城の男                 | -                                | 興津和幸                  |
| 右の少年               | -                                | まつだ志緒理              |
| ツアー客の少女         | ニーナ・ゾーイ・バクシ           | 宗川めぐみ                |
| ピンクの少女           | -                                | 永田依子                  |
| グレーの少女           | -                                | 安武みゆき                |
| ファークル             | -                                | 小田恵大                  |
| フェリシア             | -                                | 清水詩音                  |
| ファーガス             | ダンテ・ジェームス・ハウザー     | 関根航                    |

## 制作
『シュレック2』の成功を受けて、2004年5月、ジェフリー・カッツェンバーグによって『シュレックシリーズ』の第3作と第4作、そして第5作と最終作の計画が発表された。2006年10月、ドリームワークス・アニメーションは、第4作目を2010年に公開することを明らかにした。
2007年10月、カッツェンバーグは第4作目のタイトルを『Shrek Goes Fourth』と発表し、「シュレックが世界に羽ばたく！」と説明した。しかし、2009年5月、ドリームワークス・アニメーションは本作を『Shrek Forever After』と改題し、『シュレックシリーズ』の最終作となることを示唆した。2009年11月、ドリームワークス・アニメーションのクリエイティブ・プロダクションの責任者であるビル・ダマスキは、「1作目でシュレックに愛されたものはすべて最終作に持ち込まれている」と語った。
2005年3月にティム・サリヴァンが脚本家として採用されたが、その後、ダーレン・レムケとジョシュ・クラウスナーに交代した。クラウスナーは、脚本の変遷について、「私が最初にこのプロジェクトに参加したとき、この作品は最終章になるはずではなかった。そして、制作が始まって1年ほど経った頃、カッツェンバーグが、私たちが考え出したストーリーが、シュレックの旅の終わり方としてふさわしいと判断してくれたんだ」と語った。第3作の公開を間近に控えた2007年5月、マイク・ミッチェルが本作の監督に就任することが発表された。本作の多くは、ニューヨークで制作され、録音された。

### サウンドトラック
「『シュレック フォーエバー』オリジナル・サウンドトラック」は、2010年のアメリカ合衆国のコンピュータアニメーション・コメディ映画『シュレック フォーエバー』のサウンドトラックである。イギリスの作曲家であるハリー・グレッグソン＝ウィリアムズが作曲した。

#### 収録曲
| 全作詞・作曲: ハリー・グレッグソン＝ウィリアムズ。 |                                                             |                                    |                                    |       |
| #                                                  | タイトル                                                    | 作詞                               | 作曲・編曲                         | 時間  |
| 1.                                                 | 「むか～し昔のおはなし（原題: Once (More) Upon A Time）」   | ハリー・グレッグソン＝ウィリアムズ | ハリー・グレッグソン＝ウィリアムズ | 01:59 |
| 2.                                                 | 「魔法使いランプルスティルスキン（原題: Rumpelstiltskin）」 | ハリー・グレッグソン＝ウィリアムズ | ハリー・グレッグソン＝ウィリアムズ | 03:31 |
| 3.                                                 | 「同じような毎日（原題: Same Day, Every Day）」             | ハリー・グレッグソン＝ウィリアムズ | ハリー・グレッグソン＝ウィリアムズ | 03:33 |
| 4.                                                 | 「魔の契約（原題: Shrek Signs The Deal）」                  | ハリー・グレッグソン＝ウィリアムズ | ハリー・グレッグソン＝ウィリアムズ | 03:38 |
| 5.                                                 | 「ランプル王国（原題: Rumpel's Kingdom）」                  | ハリー・グレッグソン＝ウィリアムズ | ハリー・グレッグソン＝ウィリアムズ | 04:23 |
| 6.                                                 | 「最終条項（原題: The Exit Clause）」                       | ハリー・グレッグソン＝ウィリアムズ | ハリー・グレッグソン＝ウィリアムズ | 02:37 |
| 7.                                                 | 「怪物反乱軍（原題: Ogre Resistance）」                     | ハリー・グレッグソン＝ウィリアムズ | ハリー・グレッグソン＝ウィリアムズ | 01:52 |
| 8.                                                 | 「ドンドン!（原題: “Din Din”）」                            | ハリー・グレッグソン＝ウィリアムズ | ハリー・グレッグソン＝ウィリアムズ | 00:29 |
| 9.                                                 | 「ランプル様からのお知らせ（原題: Rumpel's Announcement）」 | ハリー・グレッグソン＝ウィリアムズ | ハリー・グレッグソン＝ウィリアムズ | 03:19 |
| 10.                                                | 「作戦会議（原題: Planning The Attack）」                   | ハリー・グレッグソン＝ウィリアムズ | ハリー・グレッグソン＝ウィリアムズ | 02:12 |
| 11.                                                | 「俺を忘れたフィオナ（原題: Fiona Doesn's Love Me）」       | ハリー・グレッグソン＝ウィリアムズ | ハリー・グレッグソン＝ウィリアムズ | 03:19 |
| 12.                                                | 「運命の契約（原題: Deal Of A Lifetime）」                  | ハリー・グレッグソン＝ウィリアムズ | ハリー・グレッグソン＝ウィリアムズ | 03:04 |
| 13.                                                | 「決戦のとき（原題: The Main Event）」                      | ハリー・グレッグソン＝ウィリアムズ | ハリー・グレッグソン＝ウィリアムズ | 01:51 |
| 14.                                                | 「運が尽きたランプル（原題: Rumpel's Defeat）」             | ハリー・グレッグソン＝ウィリアムズ | ハリー・グレッグソン＝ウィリアムズ | 02:22 |
| 15.                                                | 「シュレック消滅（原題: His Day Is Up）」                   | ハリー・グレッグソン＝ウィリアムズ | ハリー・グレッグソン＝ウィリアムズ | 02:45 |
| 16.                                                | 「幸せな日々（原題: Never Been Better）」                   | ハリー・グレッグソン＝ウィリアムズ | ハリー・グレッグソン＝ウィリアムズ | 01:31 |
| 合計時間:                                          | 合計時間:                                                   | 42:25                              |                                    |       |

## 封切り
本作は、2010年4月21日のトライベッカ映画祭でプレミア上映された。2010年5月20日にロシアで一般公開され、翌日にはアメリカでもIMAX 3Dフォーマットで公開された。2014年7月、配給権はドリームワークス・アニメーションがパラマウント・ピクチャーズから買い取り、20世紀フォックスに移管された後、2018年にユニバーサル・ピクチャーズに戻った。

### DVDリリース
2010年12月7日にDVDとBlu-rayで発売された。2011年4月24日現在、DVDとBlu-rayの売上は7,500万ドルに達している。また、同日に発売された『シュレックシリーズ』全4作と追加ボーナスコンテンツを収録したボックスセット『Shrek The Whole Story』に収録されている。2012年5月現在、全世界で1,000万台の家庭用ゲーム機が販売されている。

### ビデオゲーム
『Shrek Forever After』は、同名の映画を原作とするアクションアドベンチャーゲームである。2010年5月18日にアクティビジョンから発売された。

### 続編
2014年、『フォックス・ビジネス・ネットワーク』のインタビューで、ドリームワークスCEOのジェフリー・カッツェンバーグは、「『シュレックシリーズ』の次作があることは、自信を持っていいと思うんだ。私たちはまだ終わっていないし、もっと重要なのは、彼も終わっていないということ」と語っている。2016年のNBCユニバーサルによるドリームワークス・アニメーション買収後、社長兼CEOのスティーブ・バークは、シリーズの復活の計画について語った。2016年7月、『ハリウッド・リポーター』は、2019年の公開に向けて第5作が計画されているという情報筋の話を引用した。2016年末には、脚本が完成したとの報道が浮上した。

### 派生作品
『長ぐつをはいたネコ』は、2011年10月28日に公開されたコンピュータアニメーション・アドベンチャー・コメディ映画である。映画は、同名のキャラクターをベースに、キティ・フワフワーテや黒幕のハンプティ・アレクサンダー・ダンプティとの冒険を描いたもの。

## 作品の評価

### 興行収入
本作は、北米で2億3,870万ドル、その他の国で5億1,390万ドル、全世界で7億5,260万ドルを記録し、2010年の興行収入第5位となった。
北米でアニメーション映画として最多の公開館数（4,359館、後に4,386館に拡大）を記録した。初日（2010年5月21日）の成績は第1位、興行収入は2,080万ドルで、過去2作の『シュレックシリーズ』の初日を下回る結果となった。その後3日間で7,080万ドルを記録したが、興行アナリストが予想したオープニング1億500万ドルを下回り、またシリーズの前2作を下回る結果となった。ドリームワークス・アニメーションのワールドワイドマーケティング責任者であるアン・グローブは、本作が1位でデビューし、アメリカとカナダで、当時アニメ映画として4番目のオープニングを記録したことから、「本作のオープニングには満足している」と述べた。本作は3週連続で1位を獲得した。
北米では、シリーズ4作目でありながら2億3,870万ドルを記録したため、ドリームワークス・アニメーションの幹部は感心していたようで、ファンからは手放されたようだった。
北米以外では、2010年7月16日-18日に4,630万ドルで一度、週末興行収入で首位に立った。2番目に興行収入の多いロシア・CISでは、オープニング週末に1,970万ドルを記録し、アニメーション映画としては最高記録となった。合計で5,140万ドルを記録した。総収益の3位はイギリス、アイルランド、マルタで、896万ポンド（1,360万ドル）で公開され、興行収入は3,110万ポンド（5,110万ドル）で終了した。

### 映画批評家によるレビュー
2020年10月現在、レビュー集計サイトであるRotten Tomatoesにおいて、199件のレビューに基づく支持率が58％、平均評価は5.90/10だった。批評では、「見どころがないわけではないが、本作は、これまでのフランチャイズの焼き直しのように感じられることが多い」となっている。2020年10月現在、Metacriticでは、35人の批評家に基づく加重平均スコアが100点満点中58点であり、「評価が分かれる、または平均的」であることを示している。CinemaScoreによる観客の投票では、『シュレック』と『シュレック2』と同じ、A+からFの評価で平均「A」を獲得した。
『ニューヨーク・タイムズ』のスティーブン・ホールデンは「本作を支えているのは、見事に再現された主要キャラクターたちです。彼らは、最初の『シュレック』から10年近く経った今でも、アニメーション史上のどのキャラクターよりも、イメージ、個性、声の融合が重要で、魅力的です」と述べている。『BoxOffice』のピート・ハモンドは、5点満点中4.5点の評価を与え、「最初から最後まで陽気でハートフルなこの作品は、おとぎ話とは違う、最高のシュレックです。フランク・キャプラの『素晴らしき哉、人生!』を参考に、大爆笑と感動を織り交ぜながら、もしシュレックが存在しなかったら、遠い遠い国はどうなっていただろうかということを探求しています」と書いている。『リールビュー』のジェームズ・ベラーディネリは、4つ星のうち3つを与え、「本作は、義務的で不要な作品ではあるが、『シュレック3』よりはましであり、「陽気な緑の小人」に別れを告げるために参加した人の多くは、90分あまりをもっと有益に過ごす方法を探したいと思うことはないだろう」と書いている。
『エンパイア』のジェームス・ホワイトは4つ星のうち4つを与え、「ドリームワークスは、新鮮な創造性の時期を迎えているのかもしれない。『ヒックとドラゴン』とバランスの取れた、よりダークな色調でとても面白い『シュレックシリーズ』のフィナーレで、彼らは再び魔法を見つけたのです」と述べている。『エンターテインメント・ウィークリー』のリサ・シュワルツバウムは、「B-」の評価を与え、「関係者は皆、自分の仕事の要件を十分に果たしている。しかし、魔法は消え、本作はもはや侮れないオーガのような現象だ」と述べている。『ローリング・ストーン』のピーター・トラヴァースは「楽しい乗り物です。足りないのは、新しい解釈をするときのワクワク感です」と書いている。『タイム』のメアリー・ポルスは、「オーガはサメを飛び越えられるか？私はそう思う」と評している。『ニューヨーク・ポスト』のカイル・スミスは、4つ星のうち1つを与え、「最初の3本の作品では、おとぎ話の引用やジョークに熱中していたが、本作では、ほとんど無意味なアクションシーンと、時折の軽いダジャレにとどまっている」と書いている。

### 受賞歴
| 賞                                                      | カテゴリー                           | 受賞者                                                                             | 結果       | 脚注          |
| ------------------------------------------------------- | ------------------------------------ | ---------------------------------------------------------------------------------- | ---------- | ------------- |
| 2010年ティーン・チョイス・アワード                      | アニメ映画賞                         |                                                                                    | ノミネート | [ 57 ] [ 58 ] |
| ニコロデオン オーストラリア・キッズ・チョイス・アワード | 映画賞                               |                                                                                    | ノミネート | [ 59 ]        |
| ピープルズ・チョイス・アワード                          | ファミリー映画賞                     |                                                                                    | ノミネート | [ 60 ]        |
| アニー賞                                                | アニメ映画視覚効果賞                 |                                                                                    | ノミネート | [ 61 ]        |
| アニー賞                                                | アニメ映画音楽賞                     |                                                                                    | ノミネート | [ 61 ]        |
| アニー賞                                                | アニメ映画声優賞                     | キャメロン・ディアス                                                               | ノミネート | [ 61 ]        |
| アニー賞                                                | アニメ映画・ストーリーボーディング賞 |                                                                                    | ノミネート | [ 61 ]        |
| アニー賞                                                | アニメ映画美術賞                     |                                                                                    | ノミネート | [ 61 ]        |
| 2011年キッズ・チョイス・アワード                        | フェイバリットアニメーション映画賞   |                                                                                    | ノミネート | [ 62 ]        |
| 2011年キッズ・チョイス・アワード                        | アニメーション映画の声優賞           | エディ・マーフィ                                                                   | 受賞       | [ 63 ]        |
| 2011年キッズ・チョイス・アワード                        | アニメーション映画の声優賞           | キャメロン・ディアス                                                               | ノミネート | [ 64 ]        |
| 第37回サターン賞                                        | アニメ映画賞                         |                                                                                    | ノミネート | [ 65 ]        |
| 第9回視覚効果協会賞                                     | 長編アニメ映画賞                     | ジェイソン・レイシグ、ダグ・クーパー、ジーナ・シェイ、テレサ・チェン               | ノミネート | [ 66 ]        |
| 第9回視覚効果協会賞                                     | 長編アニメ視覚効果賞                 | ジェフ・バッズバーグ、アンドリュー・キム、ヤンシー・リンドクィスト、カン・ユクスル | ノミネート | [ 66 ]        |